# Вулиця Дмитра Гуні
Вулиця Дмитра Гуні — вулиця у Шевченківському районі міста Львова, у місцевості Клепарів. Пролягає від вулиці Михайла Яцкова, завершується глухим кутом.
Прилучається вулиця Турянського.

## Історія
Вулиця прокладена у першій третині XX століття, у 1933 році отримала офіційну назву вулиця Ксьонза Скорупки, на честь польського, католицького священика, капелана польської армії Ігнацяй Скорупки, смерть якого стала одним із символів Варшавської битви 1920 року. Сучасну назву вулиця має з 1950 року, на честь одного з керівників антипольського козацького повстання XVII століття Дмитра Гуні.
Забудову вулиці Дмитра Гуні формують одно- та двоповерхові будинки 1930-х років, зведені у стилі конструктивізму, та сучасні приватні садиби.